# Röntgenstrålning
| Elektromagnetiskt spektrum | Elektromagnetiskt spektrum | Elektromagnetiskt spektrum | Elektromagnetiskt spektrum | Elektromagnetiskt spektrum |
| Frekvensområde             | Frekvens                   | Våglängd                   | Fotonenergi                | Intervallbredd             |
| -------------------------- | -------------------------- | -------------------------- | -------------------------- | -------------------------- |
| Audiofrekvens              | 30 kHz–3 Hz                | 10 km–100 Mm               | < 12,4 feV                 |                            |
| Radiofrekvens              | 300 MHz–30 kHz             | 1 m–10 km                  | 1,24 µeV–12,4 feV          | 4 B                        |
| Mikrovågor                 | 300 GHz–300 MHz            | 1 mm–1 m                   | 1,24 meV–1,24 µeV          | 3 B                        |
| Infraröd (IR)              | 405–0,3 THz                | 740 nm–1 mm                | 1,7 eV–1,24 meV            | 3,1 B                      |
| Synligt ljus               | 789–405 THz                | 380–740 nm                 | 3,3 eV–1,7 eV              | 0,3 B                      |
| Ultraviolett (UV)          | 300 PHz–789 THz            | 1–380 nm                   | 1,24 keV–3,3 eV            | 2,6 B                      |
| Röntgenstrålning (X)       | 30 EHz–300 PHz             | 10 pm–1 nm                 | 124 keV–1,24 keV           | 2 B                        |
| Gammastrålning (γ)         | > 30 EHz                   | < 10 pm                    | > 124 keV                  |                            |

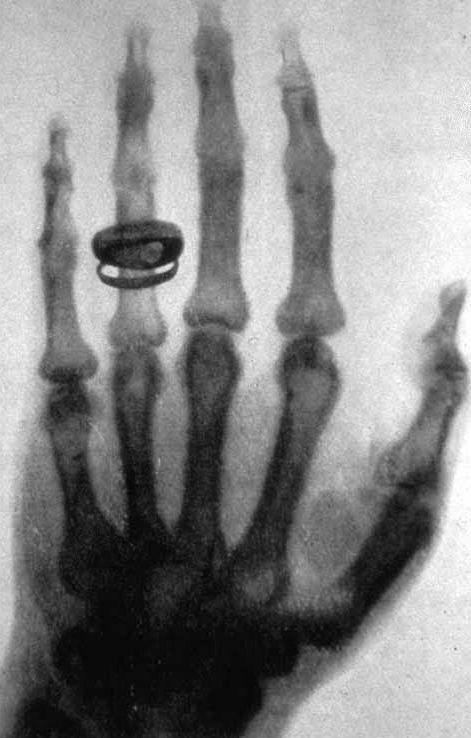
Röntgens bild av Albert von Köllikers hand från 23 januari 1896.

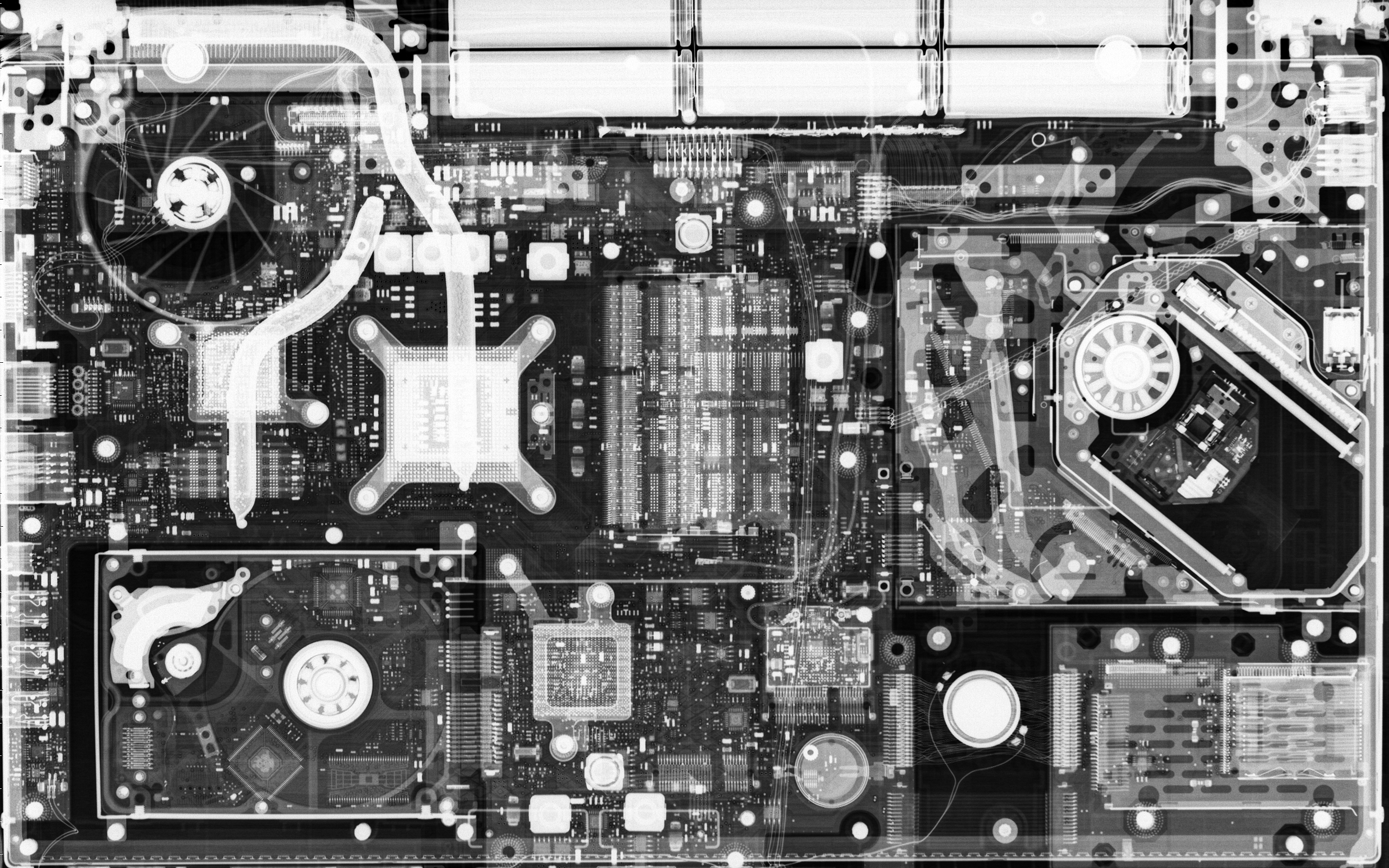
En röntgenbild av en bärbar dator från 2010.

Röntgenstrålning är en typ av fotonstrålning, det vill säga joniserande elektromagnetisk strålning med kort våglängd (cirka 0,01–10 nm) och höga fotonenergier (100 eV – 100 keV). 
Röntgenstrålningen upptäcktes av forskaren Wilhelm Conrad Röntgen 1895, som fick det allra första Nobelpriset i fysik 1901 för den bedriften.

## Verkan
De kortare våglängderna förmår tränga igenom en människokropp, bättre genom vävnad än genom ben, vilket gör denna strålning lämplig att använda inom till exempel sjukvården för röntgenundersökningar.

## Uppkomst
Röntgenstrålning kan alstras genom att elektroner i vakuum accelereras mot ett metallstycke. När elektronerna avlänkas av atomkärnor i anoden, uppstår ett brett spektrum av röntgenvåglängder – bromsstrålning – där den högsta fotonenergi i keV ges av accelerationsspänningen i kilovolt. Det uppstår också karakteristisk röntgenstrålning, med våglängder som är kännetecknande för grundämnena i anodmaterialet.
Med en enkel kalkyl:
{\displaystyle {\frac {hc}{\lambda _{min}}}=Uq}
där h är Plancks konstant, c är ljusets hastighet, λmin är röntgenstrålningens kortaste våglängd, U är spänningen och q är elektronens laddning, så kunde Bengt Edlén bestämma värdet på Plancks konstant.
Röntgenstrålning kan även genereras vid kosmiska processer (exempelvis i solen) och i en synkrotron. 
Genom att skicka röntgenstrålning genom ett okänt material kan man ta reda på vilka ämnen det innehåller, även när det rör sig om ett pulver.